# Carlos Conceição
Carlos Miguel V. Conceição (nacido el 5 de agosto de 1979) es un cineasta portugués nacido en Angola. Conceição es conocido por ser el director de las películas Name Above Title y Serpentarius, así como del cortometraje Bad Bunny. Además de dirigir, también es productor, guionista y diseñador de sonido.

## Vida personal
Nació el 5 de agosto de 1979 en Angola. En 2002 obtuvo la licenciatura en inglés, con especialización en literatura romántica. Más tarde obtuvo otro título, esta vez en cine, de la Escuela de Teatro y Cine de Lisboa en 2006.

## Carrera
Comenzó su carrera en 2005 como productor de videos musicales y cine artístico. En 2013 realizó el corto Versalles, que compitió en el Festival de Locarno, Curtas Vila do Conde y Festivales de Mar del Plata. Su película de 2014 Goodnight Cinderella tuvo su estreno en la Semana de la Crítica del Festival de Cine de Cannes. En 2017, su película Bad Bunny volvió a aparecer en Cannes.
Lanzó su primer largometraje Serpentarius en 2019. La película tuvo su estreno en el Festival Internacional de Cine de Berlín y luego fue seleccionada para la Viennale en 2019. La película recibió premios en varios festivales internacionales de cine, entre ellos: Mejor Ópera Prima en Doclisboa, Premio Nuevas Visiones a Mejor Largometraje en Sicilia Queer filmfest, Mención de Honor de la Competencia Internacional de Largometraje y Premio a Mejor Montaje de Película en el Festival Internacional de Cine de Madrid, Mención de Honor en la Competencia de Largometraje del Festival du nouveau cinéma de Montreal, Mejor Director en Pontevedra. La película también ganó el premio del Público en el Festival Internacional de Cine de Burgas. Le siguió el mediometraje Name Above Title a finales de 2020 y que le valió el premio a Mejor Director en el prestigioso Festival de Cine Europeo de Sevilla.

## Filmografía
| Year | Film                                | Role                                                                   | Tipo                   | Ref. |
| ---- | ----------------------------------- | ---------------------------------------------------------------------- | ---------------------- | ---- |
| 1993 | The House of the Spirits            | Actor: sin acreditar                                                   | Largometraje           |      |
| 1999 | The Ninth Gate                      | Actor: sin acreditar                                                   | Largometraje           |      |
| 2004 | Diário de Bordo                     | Actor: Scientist                                                       | Video short            |      |
| 2005 | Two Drifters                        | Asistente de sonido                                                    | Largometraje           |      |
| 2006 | Glória                              | Segundo asistente de director                                          | Episodio de TV         |      |
| 2006 | Avé Maria                           | Segundo asistente de director                                          | Episodio de TV         |      |
| 2006 | Espírito de Natal                   | Segundo asistente de director                                          | Episodio de TV         |      |
| 2006 | Regresso a Casa                     | Segundo asistente de director                                          | Episodio de TV         |      |
| 2006 | Quante Cose Non Sono Chiamate Amore | director de sonido                                                     | Cortometraje           |      |
| 2007 | Lady Godiva's Operation             | Director, guionista, editor                                            | Video musical          |      |
| 2008 | A Couple of Spiders                 | Director, screenplay, editor, productor                                | Video de installación  |      |
| 2008 | Os Vigilantes                       | director de sonido, composer                                           | Cortometraje           |      |
| 2008 | Cão Preto                           | director de sonido                                                     | Cortometraje           |      |
| 2009 | Ordena Que Te Ame                   | Director, guionista, editor                                            | Video musical          |      |
| 2009 | Os Mistérios de Lisboa              | director de sonido                                                     | Documental             |      |
| 2010 | Verónica                            | director de sonido                                                     | Cortometraje           |      |
| 2010 | Temporária                          | Director, guion, editor                                                | Video de instalación   |      |
| 2010 | The Flesh                           | Director, guionista, editor, productor                                 | Cortometraje           |      |
| 2011 | Hell, or Pool Keeping               | Director, guionista, editor, productor                                 | Cortometraje           |      |
| 2011 | Red Dawn                            | Montador de sonido                                                     | Corto documental       |      |
| 2012 | Morning of Saint Anthony's Day      | Actor: Rapaz da Rua de Santa Joana Princesa                            | Cortometraje           |      |
| 2012 | The King's Body                     | Director de sonido                                                     | Cortometraje           |      |
| 2012 | The Last Time I Saw Macao           | Montador de sonido                                                     | Largometraje           |      |
| 2013 | Versailles                          | Director, guionista, editor, productor                                 | Cortometraje           |      |
| 2013 | É o Amor                            | Montador de sonido                                                     | Largometraje           |      |
| 2014 | Goodnight, Cinderella               | Director, guionista, editor, productor                                 | Cortometraje           |      |
| 2014 | Segredo de Matar                    | Director, guion, editor, productor                                     | Video web              |      |
| 2015 | Wake Up Leviathan                   | Director, guionista, editor, productor, cinematógrafo                  | Corto video documental |      |
| 2015 | IEC Long                            | Montador de sonido                                                     | Corto documental       |      |
| 2015 | Here in Lisbon                      | Actor                                                                  | Largometraje           |      |
| 2017 | Bad Bunny                           | Director, guionista                                                    | Cortometraje           |      |
| 2019 | Serpentarius                        | Director, guionista, editor, productor, cinematógrafo, compositor, voz | Largometraje           |      |
| 2020 | The King of Europe                  | Director, guionista, editor                                            | Video musical          |      |
| 2020 | Name Above Title                    | Director, guionista, editor, productor                                 | Largometraje           |      |
| 2022 | Bodyhackers                         | Director, guionista                                                    |                        |      |
| TBD  | Abominable Flowers                  | Director, guionista, editor, productor, art director                   | Largometraje           |      |
| TBD  | Goodbye King Kong                   | Director, productor                                                    | Cortometraje           |      |